# 모리야마시
모리야마시(일본어: 守山市)는 일본 긴키 지방 동부, 시가현 남부에 있는 도시이다.
최근 교토, 오사카의 베드타운으로 인구가 급증하고 있어 높은 인구 증가율을 유지하고 있다. 무로마치 시대 말기에는 아시카가 요시아키의 고쇼(御所)가 있어 한때 일본의 중심적 존재였다.

## 지리
"모리야마"라는 이름과 달리 시내에 산은 존재하지 않고 광대한 평야가 펼쳐져 있다. 에도 시대에는 나카센도의 역참 마을로 많은 여행자들이 드나들었다. 지금도 옛 나카센도에는 옛날 집들이 남아 있다.

## 역사
- 1889년 4월 1일 - 정촌제 시행으로 야스군에 모리야마촌이 놓였다.
- 1904년 2월 1일 - 정으로 승격해 모리야마정이 되었다.
- 1970년 7월 1일 - 시로 승격해 모리야마시가 되었다.

## 교통

### 철도
- 서일본 여객철도 비와코선(도카이도 본선)
  - (← 릿토시 릿토역) - 모리야마역 - (야스시 야스역 →)

### 도로
- 국도 제477호선 (일본)(일본어판)

## 인구
| 연도 | 인구   | ±%     |
| ---- | ------ | ------ |
| 1960 | 29,207 | —      |
| 1970 | 34,785 | +19.1% |
| 1980 | 46,763 | +34.4% |
| 1990 | 58,561 | +25.2% |
| 2000 | 65,542 | +11.9% |
| 2010 | 76,560 | +16.8% |
| 2020 | 83,236 | +8.7%  |

## 자매 도시
- 대한민국 충청남도 공주시
- 미국 미시간주 에이드리언